# Dubrava (Dalmatien)
Dubrava ist ein Ort im Inneren der kroatischen Halbinsel Pelješac in der Gespanschaft Dubrovnik-Neretva (Süddalmatien). Verwaltungsmäßig gehört Dubrava zur Gemeinde Ston. In der Nähe des Dorfes liegen die Ortschaften Janjina und Žuljana.
Die Landschaft ist relativ sandig und trocken. Auf den Berghängen werden Weinreben für Rotwein angebaut, der einen wichtigen Wirtschaftszweig für mehr als die Hälfte der Einwohner darstellt.
Die Infrastruktur ist nicht besonders entwickelt. Die Straßen haben eine recht schlechte Qualität und das Straßennetz ist nicht weit verzweigt. Durch Dubrava selbst verläuft die Hauptstraße des südlichen Pelješac.